# (Cycloheptatriène)molybdène tricarbonyle
Le (cycloheptatriène)molybdène tricarbonyle est un complexe organomolybdène (en) de formule chimique (η6-C7H8)Mo(CO)3. Il s'agit d'un solide cristallisé rouge orangé, soluble dans les solvants apolaires, dont la molécule adopte une géométrie en tabouret de piano. On peut l'obtenir par réaction thermique du cycloheptatriène C7H8 avec de l'hexacarbonyle de molybdène Mo(CO)6 :
C7H8 + Mo(CO)6 ⟶ (η6-C7H8)Mo(CO)3 + 3 CO.
Le (cycloheptatriène)molybdène tricarbonyle réagit avec les sels de trityle pour donner le complexe de cycloheptatriényle :
(η6-C7H8)Mo(CO)3 + (C6H5)3C+ ⟶ [(η7-C7H7)Mo(CO)3]+ + (C6H5)3CH.